# Malgrübler
Malgrübler är en bergstopp i Österrike.   Den ligger i distriktet Innsbruck-Land och förbundslandet Tyrolen, i den västra delen av landet, 400 km väster om huvudstaden Wien. Toppen på Malgrübler är 2 749 meter över havet, eller 275 meter över den omgivande terrängen. Bredden vid basen är 4,5 km.
Terrängen runt Malgrübler är huvudsakligen bergig, men åt sydost är den kuperad. Runt Malgrübler är det ganska tätbefolkat, med 62 invånare per kvadratkilometer.. Närmaste större samhälle är Innsbruck, 15,8 km väster om Malgrübler. 
Trakten runt Malgrübler består i huvudsak av gräsmarker.